# Franciaország közlekedése

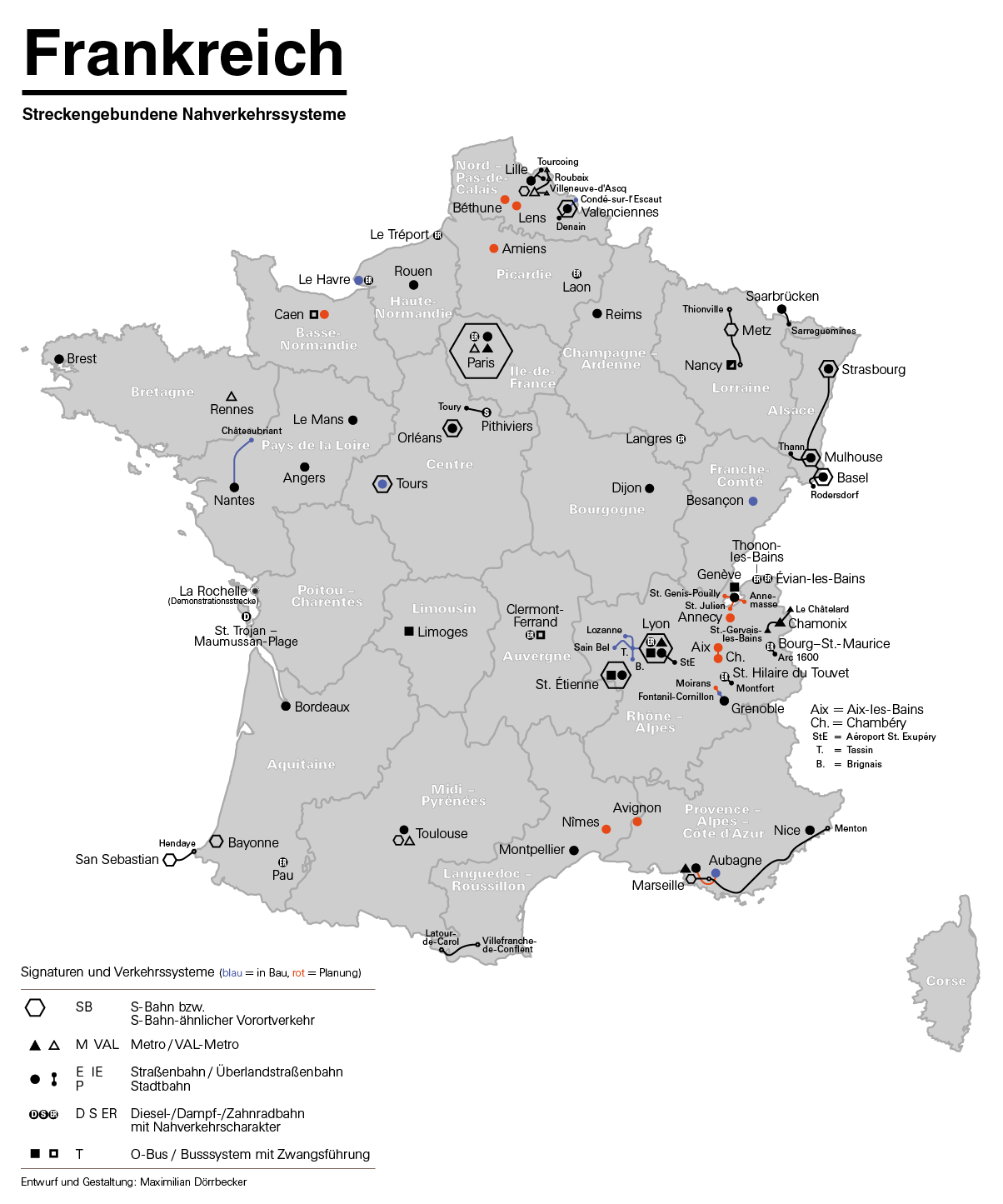
Kötött pályás városi és elővárosi közösségi közlekedési rendszerek Franciaországban (2006)

Térkép (Az állami tulajdonú utak feketével, a magántulajdonúak kékkel jelöltek)

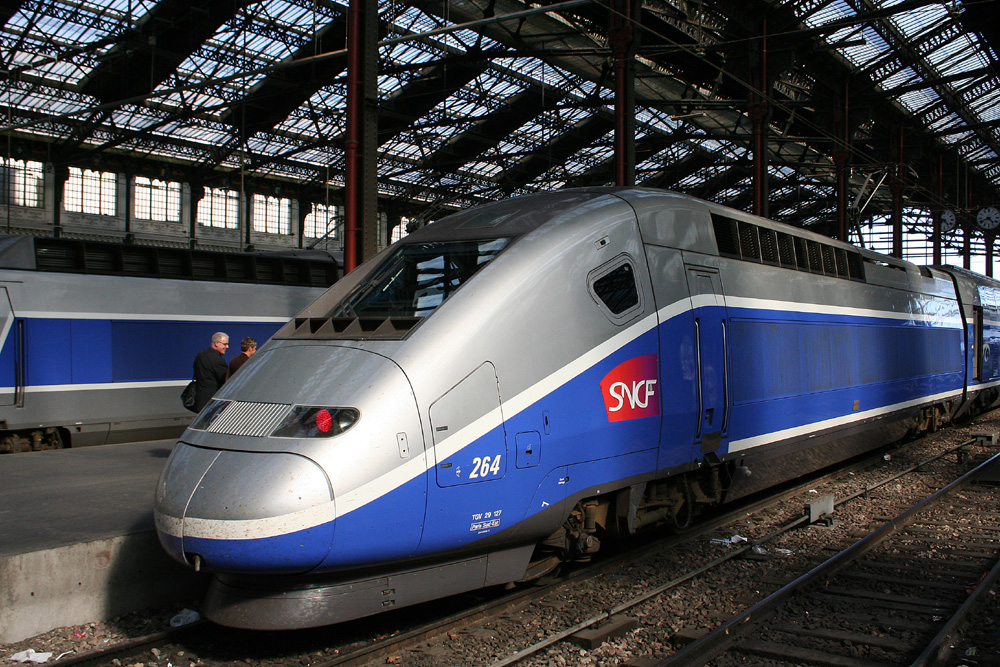
Egy TGV Duplex a Paris Gare de Lyon pályaudvaron

## Vasúti közlekedés
Franciaország vasúthálózata 31 840 km hosszú, ezzel a legterjedelmesebb Nyugat-Európában. A vasúti közlekedésben a legfontosabb szerepet a nemzeti vasúttársaság, az SNCF játssza. Az SNCF üzemelteti a Thalys, Eurostar és a TGV nagysebességű vasúthálózatot. Az Eurostar az Egyesült Királyságot köti össze az európai kontinenssel a Csatorna-alagúton keresztül. Franciaország Andorrán kívül minden szomszédjával létesített vasúti összeköttetést. A nagyvárosi közlekedésben metrók és villamosok egészítik ki a buszjáratokat.
A francia vasútijármű-gyártás világszínvonalú.

### Vasúti kapcsolata más országokkal
- Belgium – azonos nyomtáv, eltérő áramrendszer 25 kV 50 Hz AC / 3 kV DC (a nagysebességű vonal Brüsszelbe azonos áramrendszert használ)
- Németország – azonos nyomtáv, eltérő áramrendszer 25 kV AC / 15 kV 16,7 Hz AC
- Egyesült Királyság a Csatorna-alagúton keresztül, azonos nyomtáv, – azonos áramrendszer 25 kV AC
- Olaszország – azonos nyomtáv, eltérő áramrendszer 25 kV AC/3 kV DC (a nagysebességű vonal azonos áramrendszert használ)
- Luxemburg – azonos nyomtáv, azonos áramrendszer
- Monaco – azonos nyomtáv, azonos áramrendszer
- Svájc – azonos nyomtáv, eltérő áramrendszer 25 kV AC vagy 1,5 kV DC / 15 kV AC
- Spanyolország – eltérő nyomtáv 1435 mm / 1668 mm, eltérő áramrendszer 1,5 kV DC / 3 kV DC, de azonos nyomtáv is, azonos áramrendszerrel
- Andorra – az országban nincs vasút

## Közúti közlekedés
Az ország 893 300 km közúttal büszkélkedhet. Az úthálózat Párizs környékén a legsűrűbb, az utak és autópályák látszólag az egész országból itt találkoznak. A francia közutakon jelentős nemzetközi gépjárműmennyiség is áthalad. Az utak és a nagyvárosok közelében futó autópályák ingyenesek, a városok között viszont az autópályák használatáért fizetni kell. Az autópiacot a hazai gyártók, a Renault (27%-os piaci részesedés), a Peugeot (20,1%) és a Citroën (13,5%) uralják. Franciaország büszkélkedhet a világ legmagasabb közúti hídjával, a Millau-i völgyhíddal, és még sok más fontos híddal, olyanokkal, mint például a Normandia híd.

## Légi közlekedés
Országszerte 478 repülőtér található Franciaországban. A Párizs vonzáskörzetében fekvő Charles de Gaulle nemzetközi repülőtér az ország legnagyobb és legforgalmasabb légi kikötője, amely az országba érkező légi forgalom nagy részét fogadja és összekapcsolja Párizst a világ legtöbb fontos városával. Franciaország nemzeti légitársasága az Air France, bár mellette még sok kisebb privát társaság is üzemeltet repülőjáratokat.

## Vízi közlekedés
Az országban tíz jelentősebb kikötő található, a legnagyobb ezek közül Marseille a Földközi-tenger partján. Csaknem 15 000 km csatorna szeli át Franciaországot. A Canal du Midi a Garonne folyón keresztül köti össze az Atlanti-óceánt a Földközi-tengerrel.
Franciaországban található Európa leghosszabb vízi közlekedési hálózata, a teljes hossz kb. 8500 km. Fontosabb kikötők: Bayonne, Bordeaux, Boulogne-sur-Mer, Brest,  Calais, Cherbourg-Octeville, Dunkerque, Fos-sur-Mer, La Pallice, Le Havre, Lorient, Marseille, Nantes, Nizza, Párizs, Port-la-Nouvelle, Port-Vendres, Roscoff, Rouen, Saint-Nazaire, Saint-Malo, Sète, Strasbourg és Toulon.